# Invision Power Board
Invision Community (wcześniej znany jako IPS Community Suite) – aplikacja internetowa napisana w języku PHP o funkcjonalności forum dyskusyjnego. Producentem programu jest firma Invision Power Services Inc. (IPS). Invision Power Board obsługuje bazy danych MySQL oraz Microsoft SQL Server 2000 i Oracle (dwa ostatnie stanowią opcję przy zakupie licencji i zwiększają jej koszt) i dzięki systemowi zarządzania treścią (CMS) nie wymaga szerokiej wiedzy na temat tworzenia stron internetowych. Bazowa wersja IPB jest silnie rozbudowana w porównaniu z rozwiązaniami konkurencyjnymi i wymaga silniejszego od nich serwera. Budowa aplikacji sprawia jednak, że działa ona wydajniej od większości alternatyw w przypadku większych, często odwiedzanych forów. Posiada wygodny panel administracyjny pozwalający na zarządzanie treścią i konfigurację forum.
Aplikacja ta w wersjach 1.0-2.0 trial jest darmowa. Spośród nich w praktyce najczęściej spotykana jest ostatnia stabilna bezpłatna wersja, czyli 1.3, jest ona jednak od dawna nierozwijana.
Począwszy od wersji 2.0.1 wzwyż, IPB jest płatne. W wersji 2.3.2 ma wbudowany edytor WYSIWYG (dostępny od wersji 2.1.4), oparty na dostępnych w przeglądarce Internet Explorer oraz opartych na silniku Gecko (np. Firefox) mechanizmach edycji strony „w miejscu”. Pisanie w tym trybie zwalnia z konieczności poznania tagów BBCode.
Pierwotnymi twórcami IPB byli Matt Mecham oraz Charles Warner, którzy po odejściu z JEG (twórcy Ikonboard) rozpoczęli pracę nad własnym, darmowym skryptem forum. Mimo zapewnień o niekomercyjnym charakterze aplikacji, 27 września 2004 roku zniknęła ze strony firmy darmowa wersja IPB przeznaczona do zastosowań niekomercyjnych (wówczas wersja 2.0.3). Wersja darmowa została zastąpiona wersją demo zakodowaną przy pomocy jednej z dwóch dostępnych na rynku aplikacji (Zend Optimizer lub ionCube). 13 września 2005 udostępniona została licencjobiorcom wersja 2.1 skryptu z całkowicie przebudowanym panelem administracyjnym, przeorganizowanym kodem wspierającym wtyczki w postaci niezależnych modułów (ich instalacja nie wymaga ingerencji w kod) oraz szeregiem udogodnień bazujących na asynchronicznych wywołaniach JavaScript (AJAX).
IPB jako praktycznie jedyny skrypt forum dyskusyjnego posiada rozbudowaną i w pełni użyteczną klasę przeznaczoną do integrowania forum z zewnętrznymi skryptami o nazwie IPB SDK. Klasa ta umożliwia dostęp do praktycznie wszystkich elementów IPB, począwszy od użytkowników po dodawanie i edycję tematów i postów włącznie. IPB SDK jest projektem na licencji GPL.